# Aquil Abdullah

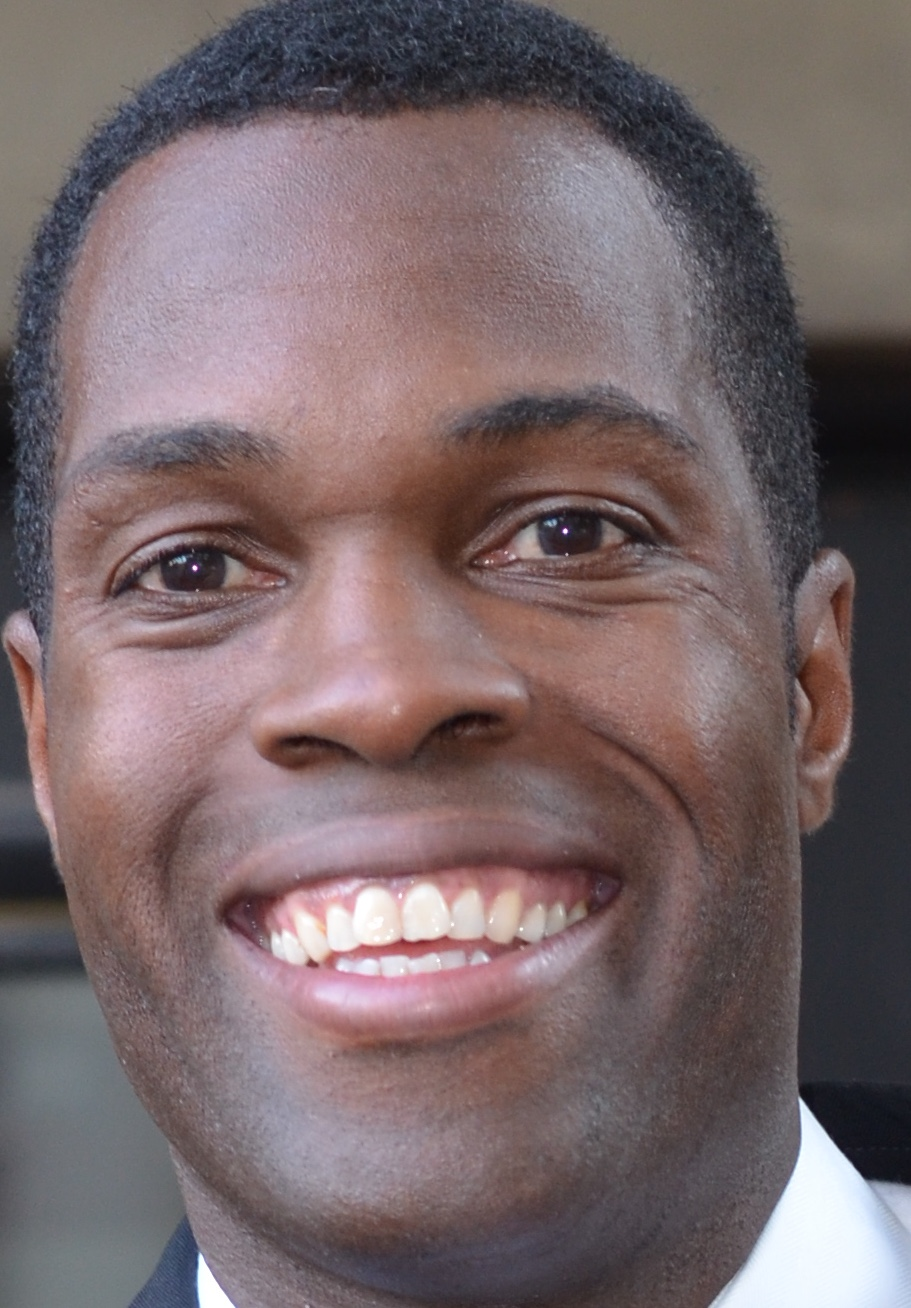
Aquil Abdullah

Aquil Hashim Adbullah (Washington, D.C., 20 de junho de 1973) foi o primeiro afro-americano a se qualificar para os Jogos Olímpicos de Verão no esporte do remo. Também foi o primeiro remador a vencer a corrida de Skiff Diamante no Real Regata de Henley, em 2000. Também foi o primeiro afro-americano a vencer um campeonato nacional de remo em 1996, quando ganhou a competição skiff single. Frequentou a Universidade George Washington. Ele coescreveu um livro com Chris Ingraham intitulado Perfect Balance, em 2001, após o seu fracasso para se qualificar para os Jogos Olímpicos de Verão de 2000.

## Carreira no Remo
Abdullah conquistou a medalha de prata na categoria single sculls nos Jogos Pan-Americanos de 1999. Em 2000, ele não conseguiu qualificar para os Jogos Olímpicos de Verão de Sydney por uma diferença de 330 milésimos de segundo. Ele também foi o vencedor na categoria single sculls durante o campeonato nacional de remo dos Estados Unidos disputado em 2002. Abdullah também foi 1° colocado no Diamond Challenge Sculls disputado na Regata Henley em 2000, derrotando Simons Goodbrand por uma diferença de dois terços da largura de um barco. Adbullah foi um membro do Time de Campeões Mundiais de Remo em 2001.

### Jogos Olímpicos de Verão de 2004
Abdullah formou dupla com o Oficial da Marinha Estadunidense Henry Nuzum para a qualificatória dos Jogos Olímpicos de Verão de Atenas 2004, disputada em Windsor, no estado americano de Nova Jérsei. O tempo de qualificação da dupla foi de 6:23:59. Aquil e Nuzum foram os únicos homens estadunidenses a classificarem para os Jogos Olímpicos na categoria double sculls em um período de 20 anos. 

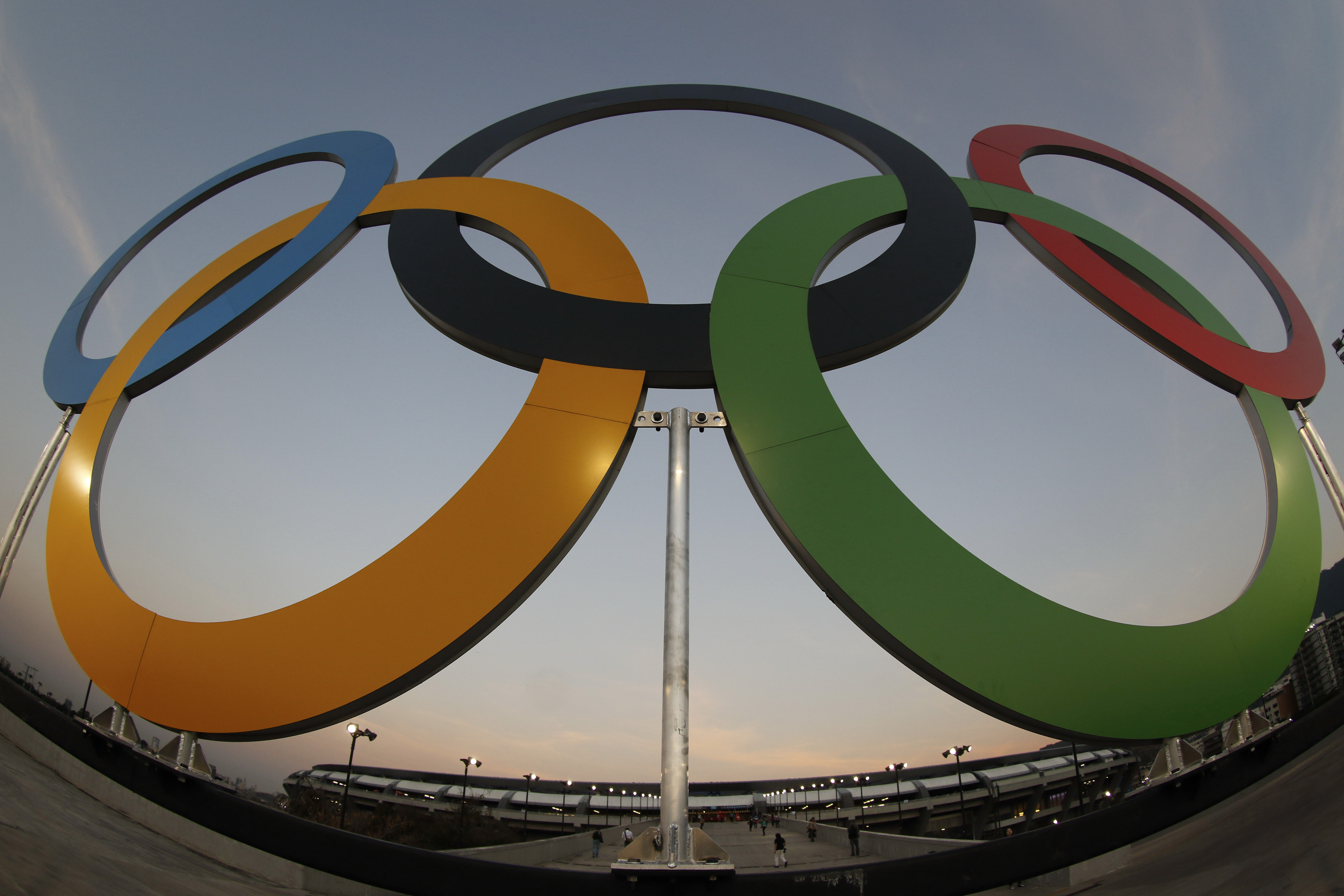
Anéis Olímpicos

Nos jogos Olímpicos de Verão de 2004, a dupla terminou em sexto lugar na classificação geral da modalidade double sculls, 2.93 segundos atrás da dupla detentora da medalha de bronze.

## Vida Pessoal
Abdullah nasceu em Washington D.C. no dia 20 de julho de 1973. Atualmente, reside em Boston, Massachusetts, trabalhando como um engenheiro de software. Ele frequentou a Woodrow Wilson High School na área nordeste de Washington D.C.. A escola frequentada por Aquil é a única escola pública no Distrito de Colúmbia que oferece um programa de extensão para tornar possível a seus estudantes a prática do remo. Ele começou seu Ensino Médio jogando no time de futebol americano da escola, mas começou a participar das atividades que envolviam o remo no seu penúltimo ano na escola. Abdullah conseguiu uma bolsa de estudos voltada a alunos esportistas pelo seu desempenho no remo e com isso frequentou a George Washington University de 1992 a 1996, ano em que se graduou em Física. Como hobby, Abdullah toca saxofone.
Foi nascido sob o nome de Aquil ibn Michael X. Shumate, mas quando seu pai, Michael Shumate, se converteu ao islamismo quando Aquil tinha 6 anos, mudou seu sobrenome para Abdullah. Entretanto, hoje em dia, Abdullah considera-se católico.

Abdullah também trabalhou em uma iniciativa social intitulada Mandela Crew, que tem o intuito de incentivar em grupos de crianças pertencentes a grupos sociais minoritários de Roxbury a prática do remo.